# Октод
Окто́д — электронная лампа с восемью электродами — анодом, катодом и шестью сетками. Разработана инженерами немецкой компании «Телефункен».

## Техническое описание

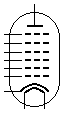
Символическое изображение октода на электрических принципиальных схемах.

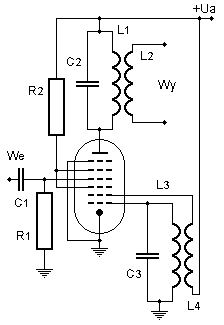
Принципиальная схема смесителя и гетеродина, реализованная на октоде.

Октод является дальнейшим развитием гептода. Добавление шестой сетки в частотно-преобразовательных лампах было обусловлено добавить в конструкцию пентагриду антидинатронную сетку.
Поэтому по существу октод — это тот же пентагрид, но с дополнительной антидинатронной сеткой. Однако это усложнение не дало существенных качественных улучшений, но заметно снизило надежность прибора из-за бо́льших технологических сложностей по размещению в пространстве анод-катод шести сеток.
Применялись в преобразователях частоты супергетеродинных радиоприёмников.
За всю историю развития ламповой техники было создано и серийно выпускалось всего несколько типов октодов, из которых массово выпускались (и то небольшими партиями) германские лампы типов АК-1, АК-2, СК-1 и КК-2, различавшиеся только параметрами подогревателя катода и цоколёвками.
Промышленностью СССР и России октоды не производились. Нет их и в номенклатуре электровакуумных ламп производства США.